# Domenico De Siano
Domenico De Siano (Ischia, 15 settembre 1958) è un politico italiano.

## Biografia
Nato a Ischia nel 1958, diplomatosi al liceo classico, inizia la sua attività politica come consigliere comunale di Lacco Ameno, comune in cui risiede, eletto con la Democrazia Cristiana.
Nel novembre 1997 viene eletto sindaco di Lacco Ameno, per esserne riconfermato poi nel maggio 2002 con delle liste civiche del centro-destra. Durante il suo mandato Lacco Ameno è frequentemente chiamata Il salotto dell'Isola d'Ischia, per via della sua bellezza e modernità nell'approdo turistico, unita ai numerosi incontri culturali e mondani che vengono organizzati nel corso degli anni nel piccolo comune dell'isola.
Contestualmente al suo secondo mandato da primo cittadino, nel 2004 viene eletto consigliere provinciale di Napoli con Forza Italia, per poi venire riconfermato con il PdL alle successive elezioni del 2009.
Alle elezioni politiche del 2008 viene candidato alla Camera dei Deputati, tra le liste del Popolo della Libertà (PdL) nella circoscrizione Campania 1, risultando tuttavia il secondo dei non eletti.
Considerato molto vicino a Nicola Cosentino nel PdL, alle elezioni regionali in Campania del 2010 si candida con Il Popolo della Libertà, nella mozione del deputato Stefano Caldoro, venendo eletto in consiglio regionale della Campania.
Il 22 settembre 2010, in seguito alle dimissioni da parlamentare presentate da Marcello Taglialatela (in quanto nominato assessore all'urbanistica della regione Campania), viene eletto deputato della XVI legislatura; tuttavia, il 15 dicembre 2010 opta per la carica di consigliere regionale, dimettendosi quindi dalla Camera dei deputati e venendo sostituito dal finiano Luigi Muro.

### Elezione a senatore

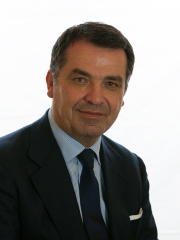
De Siano eletto al Senato della Repubblica nel 2013

Alle elezioni politiche del 2013 viene candidato al Senato della Repubblica, tra le liste del Popolo della Libertà nella circoscrizione Campania, venendo eletto senatore. Nella XVII legislatura della Repubblica è stato componente della 13ª Commissione Territorio, ambiente, beni ambientali e della Commissione parlamentare per l'attuazione del federalismo fiscale.
Ad ottobre 2013 risulta contemporaneamente senatore della Repubblica, consigliere provinciale di Napoli e consigliere comunale di Lacco Ameno, mentre si dimette da consigliere regionale.
Il 16 novembre 2013, con la sospensione delle attività del Popolo della Libertà, aderisce alla rinascita di Forza Italia, venendo nominato il successivo 4 gennaio 2014 da Silvio Berlusconi coordinatore regionale in Campagna.
Alle elezioni comunali in Campania del 2017 si candida al consiglio comunale di Ischia, a sostegno del candidato sindaco di centro-destra Gianluca Trani tra le liste di "Forza Italia-Il Popolo della Famiglia", venendo eletto consigliere comunale.

### Rielezione al Senato
Alle elezioni politiche del 2018 viene rieletto senatore per Forza Italia nella XVIII legislatura della Repubblica Italiana sempre nella circoscrizione Campania.
Il 13 novembre 2018, in Commissione Lavori Pubblici e Ambiente al Senato, ha votato con la maggioranza M5S-Lega contro un emendamento del PD e del suo partito, che modificava le pratiche del controverso condono edilizio a Ischia voluto dal M5S. Su quell'emendamento il Governo è stato sconfitto 23 a 22 grazie ai "dissidenti" pentastellati, Paola Nugnes, che si è astenuta, e Gregorio De Falco che ha votato a favore.
Nel dicembre 2019 è tra i 64 firmatari (di cui 41 di Forza Italia) per il referendum confermativo sulla riduzione dei parlamentari: pochi mesi prima i senatori berlusconiani avevano disertato l'aula in occasione della votazione sulla riforma costituzionale.
Nell'agosto del 2022 il partito in Campania viene commissariato e De Siano viene sostituito da Fulvio Martusciello. Non ricandidato alle elezioni politiche del 2022, abbandona polemicamente Forza Italia, insieme ad altri esponenti campani del partito, sostenendo Italia Viva.

## Procedimenti giudiziari
A giugno 2014 vengono sottoposti a sequestro preventivo quattro hotel della famiglia De Siano a Lacco Ameno per violazione delle normative ambientali riguardo a scarichi abusivi di reflue industriali in pubblica fognatura e smaltimento illecito di rifiuti speciali derivanti dalle attività termali. A Dicembre del 2017 viene assolto con formula piena perché il fatto non sussiste.
A gennaio 2016 la Procura di Napoli indaga De Siano per associazione a delinquere, concorso in corruzione per atti contrari ai doveri d'ufficio e concorso in turbata libertà degli incanti. L'inchiesta riguarda appalti per la raccolta dei rifiuti a Ischia e in alcuni comuni del Napoletano per fatti avvenuti nel 2010.
Il 15 gennaio 2016 il GIP del Tribunale di Napoli emette per De Siano un'ordinanza di arresti domiciliari e invia al Senato della Repubblica una richiesta di autorizzazione ad applicare tale ordinanza. Il 18 febbraio la Giunta delle elezioni e delle immunità parlamentari approva la relazione di Dario Stefàno (La Puglia in Più-SEL), che nega l'autorizzazione ad applicare gli arresti domiciliari. Il 1º marzo il Senato della Repubblica approva la relazione Stefàno, con 208 voti favorevoli (PD, Forza Italia, Area Popolare (NCD-UDC), Per le Autonomie (SVP-UV-PATT-UPT) - PSI - MAIE, Alleanza Liberalpopolare-Autonomie (Movimento per le Autonomie), Lega Nord, Grandi Autonomie e Libertà, Conservatori e Riformisti e le due componenti del gruppo misto Fare! ed Italia dei Valori), 40 contrari (Movimento 5 Stelle e la componente del gruppo misto Sinistra Italiana-Sinistra Ecologia Libertà) e 3 astenuti (Lorenzo Battista, Paolo Tosato e lo stesso Stefàno), negando quindi l'arresto.
Tutti i processi a carico del Senatore De Siano sono terminati con la totale assoluzione.